# Óscar el Gruñón
Óscar el gruñón (o «Oscar the Grouch» en inglés) es un personaje «muppet» (títere monstruo) en la versión estadounidense de Sesame Street (Plaza Sésamo en Hispanoamérica, Barrio Sésamo en España), un programa televisivo educativo para niños. Caroll Spinney es quien le daba voz y animación al personaje. Su primera aparición fue el 10 de noviembre de 1969 y en el primer año era anaranjado.
Es un Muppet de pelo verde que vive en un basurero, y tiene un comportamiento gruñón y desagradable. Su carácter pesado es usado para enseñarle a los niños como no actuar o comportarse. Tiene muy mal humor, excepto con su lombriz mascota Slimey ("Pegajoso"). Óscar se lleva más o menos con la mayoría de la gente de su barrio aunque es especialmente cínico y hostil hacia «Big Bird» (Hispanoamérica  Abelardo o España Paco Pico). Tiene fascinación con la basura, y con frecuencia dice o grita "¡Amo la basura!"

## En su basurero
- «Slimey» ("Pegajoso"), su gusano mascota.
- «Fluffy» ("Pelusoso"), su elefante mascota.
- Una criatura anaranjada.
- Animales de campo, especialmente una cabra y un cerdo.
- Una piscina u otro cuerpo de agua grande.
- Una cancha de tenis, la cual jamás comparte.
- Un gran piano.
- Él mismo.
- Un portal a su tierra natal: "Gruñolandia"; según la película Las Aventuras de Elmo en la Tierra de los Gruñones.

## Internacionalmente
En algunos países lleva otro nombre
- En Alemania se llama «Rumpel».[1]
- En Portugal se le denomina «Ferrão», y vive en un barril.
- Se llama «Kirpik» en Turquía y vive en una canasta grande.
- En Pakistán se llama «Akhtar» y vive en un barril de petróleo oxidado.
- En Israel se usa un personaje apenas diferente de color anaranjado que vive en un auto abandonado llamado «Moishe Oofnik»: que significa «Moishe el quejica»; se ha mencionado en el programa estadounidense que él es el primo de Óscar.
- En Brasil su nombre es «Gugu».
- En Polonia él se llama «Oskar Zrzeda»
- Y en México se trata de un personaje de pelaje café llamado «Bodoque», igualmente muy gruñón. Su casa estaba construida con cajas de huacal. Bodoque también tenía un elefante de nombre Vesubio.